# Rhachitopis brachypterus
Rhachitopis brachypterus is een rechtvleugelig insect uit de familie veldsprinkhanen (Acrididae). De wetenschappelijke naam van deze soort is voor het eerst geldig gepubliceerd in 1992 door Naskrecki.